# Кожен мисливець бажає знати...
«Кожен мисливець бажає знати…» (рос. «Каждый охотник желает знать…») — український радянський художній фільм 1985 року режисера Михайла Іллєнка.
Назва фільму є алюзією до відомої російської мнемонічної фрази рос. «Каждый охотник желает знать, где сидит фазан» з переліком кольорів веселки.

## Сюжет
Петя пристрасно захоплений авіамоделізмом. Одного разу його модель втрачає в повітрі управління і при падінні ламається через собаку, який несподівано опинилася на посадковій смузі. Для нової моделі потрібні гроші, а у батьків Петя просити не хоче. Хлопчик дізнається, що кіностудії для зйомки фільму «Кут атаки» терміново потрібна собака. Петя розшукує собаку та відводить її в студію, де видає за свою…

## У ролях
- Єгор Голобородько —  Петя
- Римма Маркова —  бабуся
- Олександра Бовтун —  дівчинка
- Євген Пашин —  Іван
- Олександр Ігнатуша —  режисер
- Юрій Рудченко —  асистент
- Інна Капінос —  Тамара
- Дмитро Ландар —  хлопчик з масовки
- Володимир Волков —  батько
- Людмила Логійко —  мати

## Творча група
- Режисер: Михайло Іллєнко
- Сценарист: Михайло Іллєнко
- Оператор-постановник: Богдан Вержбицький
- Художник-постановник: Олександр Шеремет
- Композитор: Едуард Артем'єв